# グレンダイザー ゲッターロボG グレートマジンガー 決戦! 大海獣
『グレンダイザー ゲッターロボG グレートマジンガー 決戦! 大海獣』（グレンダイザー ゲッターロボジー グレートマジンガー けっせん だいかいじゅう）は、1976年7月18日に東映まんがまつりで公開された日本のアニメーション映画作品。上映時間は30分。
キャッチコピーは「夏やすみに見られるぞ! 大海獣ドラゴノザウルスと、われらがロボット軍団の決戦!」。

## 概要
永井豪原作の『UFOロボ グレンダイザー』・『グレートマジンガー』・『ゲッターロボG』のクロスオーバー作品であり、劇場版マジンガーシリーズの連続通算第9作目。劇場版としては唯一、オリジナルの主題歌がレコーディングされ、主題歌の歌詞および劇中で「ロボット軍団」の呼称が用いられている。
原作者は当初から劇場最終作を予定し自作のテレビアニメキャラクターを総動員させるつもりだったが、放送局の相異もあり実現しなかった。また、『鋼鉄ジーグ』に関しては「サイズ（ロボットの身長）関係で遠慮（出演させない）して貰った」と語っている（ちなみに、各作品の設定ではグレートマジンガーが身長25m、グレンダイザーが身長30m、ゲッターロボG（ゲッタードラゴン）は50mとサイズに差があるが、本作中では演出上、同等のサイズに描かれている。前述の事情で登場を見合わせた鋼鉄ジーグは身長10m）。
歴代の劇場版作品および従来の各TV版作品とは大きく異なる特徴として、「戦う相手が生身の巨大生物である（サイボーグ化された巨大生物、或いは巨大ロボットではなく、完全に有機生物である）」「戦う相手を操る知的生命体（敵勢力）が一切登場せず、闘争本能だけで襲いかかってくる」といった作品要素が挙げられる（これらは後年制作される実写映画作品「パシフィック・リム・シリーズ（「パシフィック・リム」「パシフィック・リム: アップライジング」）」「ゴジラvsコング」「ゴジラvsメカゴジラ」「ゴジラ×メカゴジラ」「ゴジラ×モスラ×メカゴジラ 東京SOS」「ゴジラvsスペースゴジラ」および特撮TVドラマ「ウルトラマンZ（「特空機」登場回の一部）」「ウルトラマンブレーザー（「特戦獣」登場回の一部）」と同じコンセプトでもある）。
『UFOロボ グレンダイザー』以外の作品は既に放送を終了しており、同作は時期的にはダブルスペイザー登場前後である。ボスに関してはゲスト出演していたこともあり重複しない様に兜甲児との絡みは控え目にされ、もう一人の戦友・剣鉄也との絡みがメインとなった。『マジンガーZ』からはボスボロット以外にもダイアナンAが登場している。
なお英文タイトルは『Mazinger VS Seamonster』であり、直訳すると『マジンガー対海獣』で、グレンやゲッターがタイトルに入っていない。

## ストーリー
早乙女博士の要請により、行方を絶った海底調査船バチスカーフの捜索に出動したゲッターチームは、海中で巨大な怪物と遭遇する。それこそがバチスカーフを沈め、次々と航行中の船舶を襲っていた元凶ドラゴノザウルスだった。
脅威となる大海獣を倒すべく急遽グレンダイザー、グレートマジンガー、ゲッターロボGの三体にダブルスペイザー、ビューナスA、ダイアナンAを加えた「ロボット軍団」が編成される。しかし、仲間外れにされ、功名に逸って抜け駆けしたボスボロットがドラゴノザウルスに呑み込まれてしまい、迂闊に攻撃できなくなってしまう。果たして、ロボット軍団は強敵ドラゴノザウルスを倒せるのだろうか?

## ゲストモンスター
古代海獣ドラゴノザウルス
太古に死滅したと思われていた大海獣の生き残り。タンカー事故による重油流出など海洋汚染の影響で著しく巨大化し、いつしか石油を常食とするようになっていた。クラゲに似た形状をしており、傘状の本体と7本ある触手のすべてに龍のような顔がある。生命力が異様に強く、身体の一部を切断されても直ちに再生する。ミサイル攻撃も身体に埋まるだけで爆発せず効果がない。主に石油を求めて海中を徘徊するが、陸に上がって空を飛ぶことすら可能（その原理は不明）。
ボスボロットを本体の口から呑み込むが、それをグレートマジンガーが救出した際、胃袋に石油が詰まっていることが判明、これが攻略の決定的な糸口となる。ガスタンクを口に放り込まれた後にグレンダイザーのダブルハーケンとダブルスペイザーのダブルカッターで腹を切り裂かれ、とどめのゲッタードラゴンのシャインスパークをその傷口に受けたことで体内の石油に引火し、大爆発を起こして絶命した。
- 体長：550メートル
- 体重：40万トン

※上記の数値は設定画に書きこまれており、その設定画では“ドラゴザウルス（もしくはドラゴ・ザウルス）”と表記されている。

## キャスト
原則としてテレビ版と同じ声優が演じているが、『マジンガーZ』・『グレートマジンガー』の弓教授とヌケが変更となっている。
宇宙科学研究所
- デュークフリード / 宇門大介：富山敬
- 兜甲児：石丸博也[注釈 4]
- 宇門源蔵博士：八奈見乗児

早乙女研究所
- 流竜馬：神谷明
- 神隼人：山田俊司
- 車弁慶：八奈見乗児[注釈 5]
- 早乙女ミチル：吉田理保子
- 早乙女博士：富田耕生

新科学要塞研究所
- 剣鉄也：野田圭一
- 炎ジュン：中谷ゆみ

光子力研究所
- 弓さやか：江川菜子
- 弓弦之助教授：鈴木泰明[注釈 7]

その他
- ボス：大竹宏
- ヌケ：鈴木泰明[注釈 5]
- ムチャ：緒方賢一
- 国防軍参謀長官：緒方賢一[注釈 5]
- 予告編ナレーター：山田俊司[注釈 5]

## スタッフ
- 製作：今田智憲
- 企画：有賀健、小田克也
- 製作担当：横井三郎
- 原作：永井豪とダイナミック企画[注釈 1]
- 脚本：高久進
- 演出：明比正行
- 作画監督：木野達児
- 美術監督：浦田又治
- 音楽：菊池俊輔、渡辺宙明[注釈 8]
- 原画：阿部隆、小川明弘、金山通弘、角田紘一、広田全、的場茂夫、森英樹、湖川滋、木下勇喜
- 動画：石山毬緒、薄田嘉信、金山圭子、小林敏明、坂野隆雄、田村晴夫、服部照夫、草間真之介、熊川正雄、平川やすし
- トレース：入江三帆子、黒沢和子、坂野園江
- 彩色：阿部慶子、後藤美津子、山内正子、村田邦子
- セログラフ：林昭夫、茂木明子
- 仕上検査：森田博、小鯨正豊
- 仕上進行：平賀豊彦
- 背景：川井憲、高野正道、佐藤正行、笠原淳二
- 美術進行：鳥本武
- 特殊効果：岡田良明、林富喜江
- 演出助手、製作進行：福島和美
- 撮影：目黒宏、相磯嘉雄
- 編集：鳥羽亮一
- 録音：波多野勲
- 選曲：宮下滋
- 効果：(スワラ・プロ) 伊藤克己
- 記録：安藤まるみ
- 録音スタジオ：タバック
- 現像：東映化学

## 主題歌・挿入歌
本作用に、2つの新曲「いざ行け! ロボット軍団」「戦いの詩」が作られ、シングル・レコード（型番：SCS-302）として1976年7月に発売された。製作は原作にあたる3作品のうち、唯一の現行放映番組だった『UFOロボ グレンダイザー』の音楽制作スタッフと歌手による。
主題歌&挿入歌「いざ行け! ロボット軍団」
作詞：保富康午 / 作曲・編曲：菊池俊輔 / 歌：ささきいさお、コロムビアゆりかご会
挿入歌「戦いの詩」
作詞：保富康午 / 作曲・編曲：菊池俊輔 / 歌：ささきいさお
挿入歌「とべ! グレンダイザー」
作詞：保富康午 / 作曲・編曲：菊池俊輔 / 歌：ささきいさお、コロムビアゆりかご会
TVシリーズ『UFOロボ グレンダイザー』OPより。

## 同時上映
| 作品名                              | 原作                       | （声の）出演                                             | 備考         |
| ----------------------------------- | -------------------------- | -------------------------------------------------------- | ------------ |
| アリババと40匹の盗賊                |                            | 大山のぶ代、滝口順平、大塚周夫、内海賢二、富田耕生       | リバイバル版 |
| 秘密戦隊ゴレンジャー 爆弾ハリケーン | 石森章太郎                 | 誠直也、宮内洋、だるま二郎、小牧りさ、伊藤幸雄、高原駿雄 | 劇場用新作   |
| ザ・カゲスター                      | 八手三郎                   | 立花直樹、早川絵美、納谷悟朗                             | 劇場用新作   |
| 山口さんちのツトム君                | （なし）                   | 斎藤こず恵                                               | 劇場用新作   |
| 一休さん 虎たいじ                   | （なし）                   | 藤田淑子、宮内幸平、桂玲子、山田俊司、野田圭一           |              |
| 母をたずねて三千里                  | エドモンド・デ・アミーチス | 松尾佳子、永井一郎、信沢三恵子                           |              |
| 宇宙鉄人キョーダイン                | 石森章太郎                 | 夏夕介、佐々木剛、堀江美都子                             |              |

## 映像ソフト
- 1985年6月21日に東映ビデオから『劇場版マジンガーシリーズ 2』として『マジンガーZ対暗黒大将軍』とカップリングでVHSにて発売された。
- 1992年11月25日に東映ビデオから『劇場版グレンダイザーシリーズ』として『UFOロボ グレンダイザー対グレートマジンガー』とのカップリングでレーザーディスクが発売される。
- 2002年5月21日に東映ビデオから『マジンガーZ対デビルマン』から『グレンダイザー ゲッターロボG グレートマジンガー 決戦! 大海獣』までを一括収録したDVD-BOX『マジンガー the MOVIE 永井豪スーパーロボットBOX』が発売された[4]。
- 2003年5月21日に同じく東映ビデオから発売されたDVD『マジンガー the MOVIE 2』に『グレートマジンガー対ゲッターロボ』『グレートマジンガー対ゲッターロボG 空中大激突』『UFOロボ グレンダイザー対グレートマジンガー』3作とのセットで収録された。（同時発売のDVD-BOX『マジンガー the MOVIE 永井豪スーパーロボットBOX Compact』にも『マジンガー the MOVIE 1』と同梱のうえ発売された。）
- 2012年10月21日発売のブルーレイ『マジンガー THE MOVIE　Blu-ray 1973〜1976』に収録。(新たに疑似5.1ch化した音声を併録。)
- 2013年12月6日発売のブルーレイ『マジンガー THE MOVIE　vol.2』に『グレートマジンガー対ゲッターロボG 空中大激突』『宇宙円盤大戦争』『UFOロボ グレンダイザー対グレートマジンガー』と併せて収録。(これは『マジンガー THE MOVIE　Blu-ray 1973〜1976』のBOXからDISC2を単巻でプライスダウン発売したもの[5]。)
- 2023年8月9日発売の『MAZINGER THE MOVIE 1973-1976 4Kリマスター版』[6][7]に収録された。

## コミカライズ
桜多吾作による執筆で講談社『テレビマガジン』1976年8月号増刊に「グレンダイザー★ゲッターロボＧ★グレート・マジンガー　決戦!大海獣」のタイトルで掲載され、当時の講談社KC（TVマガジン）コミックス『UFOロボ グレンダイザー』第2巻に「大あばれ!正義のロボット軍団の巻」として収録された。内容は映画にほぼ忠実ではあるが、『UFOロボ グレンダイザー』 のキャラクター（デュークや宇門源蔵）が、秋田書店『冒険王』に連載していた桜多版漫画のオリジナルデザインで描かれており、その点に関しての『テレビマガジン』やKC（TVマガジン）コミックスの読者に対する説明は特にされていない。また、桜多版では戦死している剣鉄也やゲッターチームが存命の設定で描かれている。
後に大都社刊『決戦!ゲッターロボG』に「グレンダイザー・ゲッターロボＧ・グレートマジンガー 決戦・大海獣」のタイトルで復刻・再収録されている。
その他に、徳間書店『別冊テレビランド』10号に、三森あきら執筆による『グレートマジンガー ゲッターロボG グレンダイザー 大決戦!!大海獣』が掲載された。

### コミカライズ版 続編
- マジンカイザー対真ゲッターロボ（作：Moo.念平） - ムック型書籍「不滅のスーパーロボット大全 マジンガーZからトランスフォーマー、ガンダムWまで徹底大研究」（二見書房）に収録。作中に登場するゲッターロボシリーズおよびマジンガーシリーズの設定は映画「グレンダイザー ゲッターロボG グレートマジンガー 決戦! 大海獣」より時系列的に後の作品として創作されている。また主人公は真ゲッターロボのメインパイロット「流竜馬」では無く兜甲児となっている。